# 川越市立南古谷中学校
川越市立南古谷中学校（かわごえしりつ みなみふるやちゅうがっこう）は、埼玉県川越市久下戸にある公立中学校。

## 沿革
- 1983年4月1日 - 川越市立東中学校を分離して川越市立南古谷中学校として設立[1]
- 1983年8月20日 - 校服制定。
- 1983年11月15日 - 校歌、校章制定。この日が開校記念日になる。（校歌作詞：山口進啓、作曲：市川昭介[2]）

## 教育目標
- 気づき、考え、話し合い、実行する生徒[3][4]

## 部活動
2024年11月現在

### 運動部
- 野球部
- サッカー部
- 陸上競技部
- 女子ソフトテニス部
- 剣道部
- 卓球部（男子）
- 男子バスケットボール部
- 女子バスケットボール部
- 女子バレーボール部

### 文化部
- 吹奏楽部
- 美術部
- 文化創作部

## 通学区域
- 今泉 - 全域
- 萱沼 - 全域
- 木野目 - 1～1904-14 1904-16～1904-20 1904-22～1904-43 1904-45～1913 1916～1919 1921～1935 1937～1946 1948～1955 1958～1959 1974～1984 1986～2010 2015～2021 2034以降
- 久下戸 - 全域
- 渋井 - 全域
- 古市場 - 全域
- 南田島 - 2491 2502～2503 2510-4
- 藤木町 - 全域[6]